# Balogh László (író)
Balogh László Miklós (Debrecen, 1919. május 24. – Budapest, 1997. július 8.) magyar pedagógus, író, költő, irodalomtörténész.

## Életpályája
Szülei: Balogh László és Lápossy Erzsébet voltak. 1938–1942 között a Tisza István Tudományegyetem Bölcsészettudományi Karának magyar-angol szakán tanult. 1943–1946 között a nagykőrösi református gimnázium oktatója volt. 1946–1949 között a debreceni Szabadművelődési Felügyelőség felügyelő-helyettese volt. 1949–1952 között Debrecenben gyakorlógimnázium rendes tanár volt. 1952–1955 között a budapesti Apáczai Csere János Pedagógiai Főiskola Magyar Irodalom Tanszék főiskolai docense volt. 1955–1960 között Budapesten gyakorlógimnáziumi pedagógus volt. 1960–1971 között a Magyar Rádió irodalmi rovatvezetője, 1971–1979 között az Irodalmi Osztály főmunkatársa volt. 1964-től a Kortárs folyóiratban jelentek meg művei. 1967-től az Alföldben és a Jelenkorban is publikált. 1977-től az Irodalomtörténeti Közleményekben is írt. 1978-tól a Forrásban jelentek meg művei.

### Munkássága
1940-től írta első verseit, amelyekben a népdal volt az uralkodó, s kedves sorokban idézte a minél jobban magára maradó, a világ ellentétei között riadtan tájékozódó ember kiszolgáltatottságát. A XIX–XX. századi magyar irodalommal – Arany János, Ady Endre és József Attila munkásságával – foglalkozott. Kodolányi János több művének rádióváltozatát is elkészítette. Számos irodalomkönyv szerzője és szerkesztője volt.

## Emlékezete
2022-ben emléktáblát avattak tiszteletére Debrecenben.

## Művei
- Magyar Út (versek, 1941)
- Szász Károly angol irodalmi kapcsolatai (doktori disszertáció, Debrecen, 1942)
- József Attila (tanulmány, 1943)
- József Attila-versek elemzése (1955)
- A megszerkesztett harmónia, vázlat József Attila művészi alkatáról (Budapest, 1965)
- József Attila (kismonográfia, Budapest, 1969; 1988)
- Asztalos István (kismonográfia, Budapest, 1969)
- A tűnékeny alma (rádiójáték, 1972)
- Irodalom és kommunikáció I-II. (tanulmány, Budapest, 1975)
- Mag hó alatt. Bevezetés Ady költészetének jelképrendszerébe (tanulmány, Budapest, 1976; 1983)
- A kilencedik vízesés (versek, Budapest, 1977)
- József Attila Ady-képéről (Irodalomtörténeti Közlemények, 1977)
- Az ihlet perce. A lírikus Arany János (tanulmány, Budapest, 1980; 1983; 1987)
- Arany János nagykőrösi lírája (tanulmány, Nagykőrös, 1982)

### Tankönyvei
- A magyar irodalom története 1919-1945 (főiskolai tankönyv; Mész Lászlónéval és Vajda Lászlóval, 1955)
- Magyar könyv az általános iskolák 5. osztálya számára (Szablyár Ferenccel; Budapest, 1956)
- Magyar könyv az általános iskolák 6. osztálya számára (Szablyár Ferenccel; Budapest, 1956)
- A XX. századi magyar irodalom története 2. (főiskolai tankönyv, 1957)
- Magyar irodalmi olvasókönyv az általános iskola 6. osztálya számára (Budapest, 1958; 1962)

### Rádiójátékai
- Búcsú a sólyomszárnyú szép ifjúságtól (1962)
- József Attila költészete (1965)
- Fekete tó, fekete ég (1967)
- Jelképek erdején át (1971–1975)
- Kodolányi János: Julianus barát (1972)
- Kodolányi János: A Vas fiai (1972)
- Kodolányi János: Boldog Margit (1972)
- Versek világa (1975–1978)

## Díjai
- Szocialista Kultúráért (1966)
- A Munka Érdemrend ezüst fokozata (1979)